# Бојкин шпанијел
Бојкин шпанијел је пас средње величине и припада фамилији шпанијела. Настао је у САД, у држави Јужна Каролина за истјеривање дивљачи и добављање плијена. У Европи ова је раса мало позната и нема свој стандард у ФЦИ.

## Основно
- Животни вијек 14-16 година
- Величина окота 5-7 штенади
- Мужјак
  - Висина 40-46 cm
  - Тежина 13-18
- Женка
  - Висина 38-41 cm
  - Тежина 11-16

## Спољашњост
Мало већи од Енглеског кокер шпанијела са више паперјасте длаке на свом водоотпорном крзну које долази искључиво у јетрено-жутој боји. Традиционално се реп купира при старости штенета од 3 дана. Глава Бојкин шпанијела је типична шпанијелска глава, са мањим (од уобичајено великих шпанијелских) ушима и равнијом њушком са мање длаке.

## Темперамент
Питом, послушан и пријатан пас, а при томе и интелигентан и лојалан пријатељ. Ћилибарски жуте очи су главна посебност ове расе и нарочито долазе до изражаја када буље у нечије очи са питањем и жељом „како да вам удовољим?". Изврстан пливач, који ужива у води и пливању, али како су (као и сви шпанијели) наклоњени инфекцијама ушију, послије купања се уши морају што боље посушити. Већина власника паса ове расе тврди да су ово пси са јединственим карактером и ентузијазмом у раду на пољу какво се ријетко среће код других раса.

## Здравље
Иако су правила парења веома строга, ипак се годишње неколико бојкин шпанијела роди са дисплазијом кукова. Као и већина шпанијела, могући су и проблеми са очима и ушима, а изоловане су генетске линије које могу имати и проблема са срцем.

## Историја
Почетком 20. вијека, Александар Вајт (Alexander White) из Јужне Каролине, излазећи из цркве, послије недељне литургије, видео је смеђег пса налик на шпанијела како лута. Изгледало је да је луталица, па је одлучио да га доведе кући. Испоставило се да је веома добар ловац, имао је изврстан осјећај за птице. Александар је поклонио овог пса своме колеги у лову Витакеру Бојкину (Whitaker Boykin). Пас је био мужјак и дали су му име Дампи (Dumpy). Читава раса Бојкин шпанијела је настала од овог једног пса, укрштањем са америчким шпанијелом за воду, шпрингер шпанијелима, поинтерима и чизопик ретриверима. Користи се за добављање на неприступачним теренима, грмљу и у води, са истим резултатима. Најпопуларнији је у јужним државама САД, међу ловцима на птице.

## Карактеристике расе
Дате су карактеристике расе по АКЦ стандарду, јер раса нема стандард у ФЦИ.

### Глава
Глава је упечатљива, али се не доима тешком, пропорционална је и у балансу са остатком тијела пса. Лобања је средње величине, прилично широка, на врху равна и делимично заобљена на крајевима. Њушка је исте дужине као и лобања и паралелне су. Када се гледа одозго, ширина њушке је пола ширине лобање. Из профила, назална кост и права и умјерено се завршава са лаганим подизањем при самом споју њушке и лобање. Дужина главе (заједно дужина њушке и лобање) је иста као и дужина врата. Чело је прекривено фином, кратком длаком. Врх њушке је тамнојетреножута, са добро отвореним ноздрвама.
- Грешке на глави : зашиљена лобања, прејака лобања и/или њушка, прекратка или преуска њушка.

### Зуби
Зуби морају бити прави и морају имати маказаст угриз (доњи зуби додирују горње сјекутиће са задње стране). Једнак загриз (сјекутићи се додирују на врховима) је прихватљив, али није пожељан.
- Грешке на зубима : доња вилица не може бити ни истурена нити увучена.

### Очи
Боја очију може да иде од жуте до смеђе у складу са крзном, одвојене и увијек опрезне, интелигентног изгледа. Тамножуте очи су прихватљивије од свјетлијих.
- Грешке на очима : буљаве очи

### Уши
Уши су равне, смјештене мало изнад линије очију, уз главу и дохваћају врх носа када се повуку напријед.

### Врат
Врат је средње дуг, мишићав, мало закривљен на гребену врата и полако се стапа са раменима наглих углова.

### Тијело
Тијело је чврсто али не превише компактно. Рамена су коса, прса добро развијена али не превише (што се примијети при кретању пса). Линија леђа је снажна, права и паралелна са тлом до предјела слабина, гдје се полако спушта према доле.
- Грешке на тијелу : уздигнут задњи дио леђа.

### Ноге и шапе
Ноге су јаке, средње дужине и кошчате, али не прекратке (због рада на пољу). Било да се гледа сприједа или са задње стране, ноге морају бити праве. Шапе су благо овалне, чврсте, добро попуњене и нису усмерене ни унутра ни споља.
- Грешке на ногама и шапама : Изглед сприједа у облику виолине (предње ноге се прво шире, па скупљају, да би се опет шириле при шапама). Крављи став задњих ногу (Задње ноге при кољенима се приближавају).

### Реп
Реп треба да је купиран, тако да одрасао пас има дужину репа од 2.5 до 3 инча (оставити 1/3 инча при купирању када је штене старо неколико дана).

### Крзно
Крзно може бити равно или благо коврџаво, средње дужине, фина длака са благим паперјем је прихватљива на ногама, шапама, ушима, прсима и по стомаку. Кратка и права длака без паперја је такође прихватљива.

## Савет одгајивача
- Начин држања пса: Пас може да се држи и у стану, ако се довољно изводи и шета. Ако има и мало двориште, онда је то већ довољно.
- Вјежбање и шетање: Како је у питању радни пас, потребно је доста вјежбе и шетње. Имају пуно енергије коју треба на адекватан начин истрошити. Наћи ће и начине да се сами забаве, ако то неће да чини са њима њихов власник, међутим, у оваквој игри знају бити веома деструктивни.
- Четкање: Ова раса захтијева четкање крзна сваких неколико дана како се не би ућебало.